# Крестон (Колорадо)
Крестон (енгл. Crestone) град је у америчкој савезној држави Колорадо.

## Демографија
По попису из 2010. године број становника је 127, што је 54 (74,0%) становника више него 2000. године.
| Група             | 2000.      | 2010.       |
| Белци             | 70 (95,9%) | 110 (86,6%) |
| Афроамериканци    | 0 (0,0%)   | 0 (0,0%)    |
| Азијати           | 0 (0,0%)   | 1 (0,8%)    |
| Хиспаноамериканци | 1 (1,4%)   | 8 (6,3%)    |
| Укупно            | 73         | 127         |